# Upla
Upla est une entreprise française, spécialisée dans la maroquinerie, l’accessoire et les articles de voyage, fondée en 1973 à Paris, dans le quartier des Halles.
Upla a été mise en liquidation judiciaire le 23 juillet 2017

## Histoire

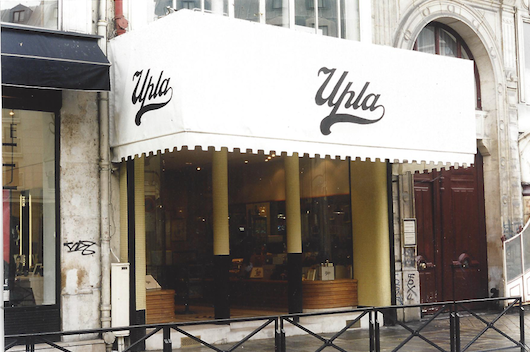
1973: Première boutique Upla, rue des Halles dans le premier arrondissement de Paris.

Gunilla Lindblad, Catherine Barade, Jean-Pierre Zachariasen et Olivier Zachariasen imaginent en 1973 L'Union des Produits Laitiers et Avicoles. Upla, le premier concept store parisien ouvre ses portes au 17, rue des Halles, accueillant les adeptes du shopping branché de l'époque.
En 1980, la marque est rachetée par Le Tanneur, qui développe un réseau de boutiques en France.
En 2000, Upla s'installe dans le quartier Saint-Germain-des-Prés, inaugurant la boutique côté rive gauche dans les locaux d'une ancienne imprimerie. 
En 2005, Le Tanneur vend la marque Upla.
Sabine Perring prend les commandes de la société Upla en 2008 et démarre le repositionnement de la marque.
De nos jours, la marque collabore avec d'autres entreprises telles que Carven ou Monoprix

## Produit phare

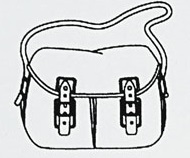
Besace Originale dite du pêcheur

La Besace Originale dite du pêcheur conçue en toile de coton et en cuir végétal naturel, le it bag des années 1970 est le produit emblématique Upla.
La besace compte un style unique, simple et déclinable à l’infini. Elle est revisitée à chaque collection dans une large gamme de couleurs et matières.